# Agrias zwahleni
Agrias zwahleni är en fjärilsart som beskrevs av Le Moult 1925. Agrias zwahleni ingår i släktet Agrias och familjen praktfjärilar. Inga underarter finns listade i Catalogue of Life.